# オルムルム
『オルムルム』（Ormulum または Orrmulum）は、12世紀にオルム（Orm, またはオルミン、Ormin）という僧が著した、初期中英語による聖書の注釈である。独特の綴りで当時の発音の重要な資料とされている。

## 由来
『オルムルム』はこの時期の書物では珍しく、著者と題名が知られている。献呈の辞を述べるところで以下のように書かれている。
| Icc was þær þær i crisstnedd wass Orrmin bi name nemmnedd | 洗礼をうけたときに オルミンの名を授かった | (Ded. 323-324) |
また序文のはじめのあたりにこう書かれている。
| Þiss boc iss nemmnedd Orrmulum forrþi þatt Orrm itt wrohhte | オルムが記せるゆえ この書をオルムルムと名づける | (Pref. 1-2) |
オルム"Orm" という名前は古ノルド語の「orm」（蛟の類をいう。英語のwormと同じ）に由来し、これに男を表す「myn」をつけたオルミン（Ormin）はデーンロウ（北欧人の領土になっていたイングランドの地域）でよく用いられた名前である。両名があるが口調によってオルムとオルミンを使い分けたようである。「オルムルム」"Ormulum"という題名はラテン語のspeculum （スペクルム、鏡の意）をもじったもので、オルムの“鑑”みた注釈という意味ではないかという説もある。
古ノルド語の影響が大きく、ノルド語の語句が多く見られるが、古フランス語の影響は少ない（同じく中東部の方言でありオルムルムよりも前に書かれたと思われるピーターバラ年代記は、フランス語の大きな影響が見られる）。

## 写本
オックスフォード大学のボドリアン図書館に一点のみ欠本が保存されている。目次の記載では242節あったが32節しか残っていない。実は本文が未完成だったのではないかとも考えうるが散逸があったのだとされている。17世紀以前の来歴は不明である。見返しの紙の特徴から1659年にはファン・ヤン・フリート（Van Jan Vliet）の蔵書であったが1666年に売りに出された後フランキスクス・ユーニウス（Franciscus Junius）の手に渡りそこからボドリアン図書館に寄付されたのではないかとされている。

## 文体と内容
約2万行。教会暦で行われるミサで教義を説くのに用いられ、ラテン語の分からない僧や農民に親しまれた。最初に福音書の訳を述べ、解説を続ける。アルフリチやウルフスターンの作品のように古英詩の韻律をとらずに弱強七歩格を用いている。
以下の例はキリストの来歴を述べている部分である。
| Forrþrihht anan se time comm þatt ure Drihhtin wollde ben borenn i þiss middellærd forr all mannkinne nede he chæs himm sone kinnessmenn all swillke summ he wollde & whær he wollde borenn ben he chæs all att hiss wille. | As soon as the time came that our Lord wanted to be born in this middle-earth for the sake of all mankind, at once he chose kinsmen for himself, all just as he wanted, and he decided that he would be born exactly where he wished. | (3494-3501) |

## 綴り
独特の綴りが行われている
- 短母音の音節の末尾の子音を二字書き長母音の場合に一字にする（ormulumならばo'rr'umlum）
- 開音節（母音で終わる音節）のときにはアクセント記号をつけて母音の長短を区別する
- gを[g]と[j]で別の字にする（[j]にȝ,[g]に別の字体）
- 古英語でeoとつづる音はeoとeで揺れがある。（13,000行のところでeoがeに変わっている）

## 参考書籍
- Bennett, J.A.W. Middle English Literature.  Douglas Gray, ed.  Oxford: OUP, 1986.
- Bennett, J.A.W. and G. V. Smithers, ed. Early Middle English Verse and Prose.  Oxford: OUP, 1989.
- Burchfield, Robert W.  "Ormulum" in Joseph R. Strayer, ed. Dictionary of the Middle Ages.  New York: Charles Scribner's Sons, 1987. p. 280.
- Holt, Robert, ed. The Ormulum: with the notes and glossary of Dr R. M. White.  Two vols.  Oxford: Clarendon Press, 1878.
- Matthew, H.C.G. and Brian Harrison, eds.  The Oxford Dictionary of National Biography.  vol. 41, 936.  Oxford: OUP, 2004.
- Parkes, M. B. 'On the Presumed Date and Possible Origin of the Manuscript of the Orrmulum', in Five Hundred Years of Words and Sounds: A Festschrift for Eric Dobson.  E. G. Stanley and Douglas Gray, eds. Cambridge: D.S. Brewer, 1983. 15–27.
- Treharne, Elaine, ed. Old and Middle English: An Anthology. Oxford: Blackwell, 2000.